# 't Zand (Lent)
 't Zand is een (voormalige) buurtschap in de Nederlands provincie Gelderland, in de gemeente Nijmegen. 't Zand ligt net ten noorden van Lent.
't Zand behoorde tot 1998 tot de gemeente Elst. In verband met het stedenbouwkundige project de Waalsprong werd Lent met ingang van 1 januari 1998 door de gemeente Nijmegen geannexeerd. Daarmee kwam 't Zand met ingang van die datum ook automatisch in de gemeente Nijmegen te liggen.
De gemeenteraad van de gemeente Nijmegen besloot in zijn raadsvergadering van 4 juni 2008 om 't Zand op te nemen in een "nieuwe" buurt met de naam 'Pelseland' (genoemd naar de naam van de straat die door de buurt loopt). De gemeenteraad volgde bij dit besluit het advies van de straatnamencommissie van de gemeente Nijmegen. Pelseland is een naam die mogelijk al honderden jaren wordt gebruikt. In ieder geval staat vast dat er in de buurtschap in het verleden een boomgaard lag die deze naam droeg.
In de toekomst zal er in verband met het stedenbouwkundige project de Waalsprong naar verwachting woningbouw gaan plaatsvinden in of in de nabijheid van de buurtschap.